# Adrian von Mynsicht
Adrian von Mynsicht (* um 1588 in Lügde oder Ottenstein; † 29. Oktober 1638 in Wittenburg), eigentlich Adrian S(e)umenicht, war ein deutscher Alchemist, Arzt und Chemiker. Er veröffentlichte auch unter seinem gräzisierten Namen Tribudenius sowie unter den Anagrammen Hinricus Madathanus und Harmannus Datichius (= Hadrianus Saumnicht).

## Leben und Wirken
Adrian von Mynsicht wurde als Sohn des Pastors Anton S(e)umenicht (1555–1643) und dessen Frau Anna, geborener Trope, wahrscheinlich in Ottenstein im Herzogtum Braunschweig geboren. Am 4. März 1605 immatrikulierte er sich an der Universität Helmstedt und schrieb sich 1610 mit dem Titel eines Magisters in Rostock ein, wo er zum Doktor der Medizin promoviert wurde. Anschließend betätigte er sich zunächst in Magdeburg, ehe er 1618 Leibmedicus des Herzogs Julius Ernst zu Braunschweig und Lüneburg und im Jahre 1631 des Herzogs Adolph Friedrich I. von Mecklenburg-Schwerin wurde. Er lebte als Arzt in Wittenburg und soll dort am 29. Oktober 1638 gestorben sein.
Alchemist und Apotheker
Adrian von Mynsicht führte eine eigene Apotheke und eine freie Arztpraxis. Als Anhänger der iatrochemischen Lehre des Paracelsus verfasste er eine alchemistische Allegorie Aureum Seculum redivivum und ein pharmazeutisches Sammelwerk mit zahlreichen Komposita, darunter den 1630 erstmals von ihm beschriebenen Brechweinstein. Er selbst bezeichnete sich als „Comes Palatinus Caesareus“ (kaiserlicher Hofpfalzgraf) und „Poeta Laureatus“ (lorbeergekrönter Dichter).
Porträt
Ein von dem Kupferstecher Dirk Diricks aus Hamburg angefertigtes allegorisches Porträt zeigt seine Büste oberhalb einer Kartusche mit folgendem lateinischen Text:
| Est hic Mynsichtus, qui nunquam cernitur ulli, Cernit eum nisi ovans in Chymicâ arte chorus. Vivida mens illi est, hilaris frons, osq[ue] disertum, Cor animans, plenum melle poetifico. Illius in scriptis sunt naturae abdita mirae, Miraclum mundi, dum sibi vixit, erat.Dieser hier ist Mynsicht, der von keinem je erkannt wird, nur die in der Kunst der Alchimie frohlockende Schar erkennt ihn. Einen lebhaften Geist besitzt er, ein heiteres Antlitz und einen beredten Mund, ein fühlendes Herz voll dichterischer Süße. In seinen Schriften sind die Geheimnisse der wunderbaren Natur; ein Weltwunder war er selbst, solange er für sich lebte. |
| Kupferstich von Dirk Diricks[en] (1613–1653) Hamburg, Porträtsammlung der Herzog August Bibliothek Wolfenbüttel |

## Schriften
- Carmen De Resurrectione Domini Nostri Jesu Christi fideique energia ac triumpho. Helmstedt 1607.
- Aureum saeculum redivivum. s. l. 1621 (mehrfach nachgedruckt, digital 1625).
- Thesaurus medicus-chymicus … cui in fine adjunctum est Testamentum Hadrianeum de aureo philosophorum lapide. Hamburg 1631.
  - über 20 weitere Auflagen unter dem Titel Thesaurus et armamentarium medico-chymicum. (urn:nbn:de:hbz:061:2-24992-p0017-7 digital 1638).
  - deutsch: Medicinisch-chymische Schatz- und Rüst-Kammer. (urn:nbn:de:hbz:061:2-24698-p0003-1 digital 1695).